# Paulette Dubost
Paulette Dubost, eigentlich Paulette Marie Emma Deplanque (* 8. Oktober 1910 in Paris; † 21. September 2011 in Longjumeau, Île-de-France), war eine französische Schauspielerin.

## Leben
Paulette Dubost wurde 1910 als Tochter eines Gasingenieurs und einer Sängerin der Pariser Opéra-Comique geboren. Mit sieben Jahren trat Dubost in die Ballettschule der Pariser Oper ein. Im Alter von 17 Jahren wechselte Paulette Dubost als Darstellerin und Sängerin zur Operette. Sie wurde an die Bouffes Parisiens engagiert und debütierte in Die Abenteuer des Königs Pausole von Arthur Honegger an der Seite von Simone Simon, Edwige Feuillère, Michèle Alfa und Viviane Romance. Das Stück wurde an den Bouffes über zwei Jahre „en suite“ gespielt.
In der Folgezeit spielte Dubost an den Folies Wagram. In den 1930er Jahren kam Paulette Dubost dann auch zum Film.
Dubost spielte insgesamt in fast 200 Filmen und Fernsehserien, von denen zahlreiche auch international gezeigt wurden. Dabei arbeitete sie mit allen bedeutenden Filmregisseuren und Filmschauspielern Frankreichs zusammen. In Erinnerung bleiben von ihren Filmrollen besonders die Ginette in Hôtel du Nord von Marcel Carné, die Lisette in Die Spielregel von Jean Renoir, die Madame Fernande in Pläsier von Max Ophüls, die Germaine Pasture in Die Vier im Jeep von Leopold Lindtberg, ihre fürsorgliche Wirtschafterin Johanna in Mädchen in Uniform von Géza von Radványi und die Germaine Fabre in Die letzte Metro von François Truffaut.
Ab den 1970er Jahren entwickelte sie eine ebenso erfolgreiche Karriere beim französischen Fernsehen. Paulette Dubost war noch bis zuletzt künstlerisch aktiv, ihren letzten Film drehte sie erst 2007. Für eine CD-Produktion rezitierte sie 2008 das Gedicht «Les parents» von Arthur Rimbaud.
Die Schauspielerin heiratete am 24. Dezember 1936 André Ostertag; aus ihrer Ehe ging 1942 ein Kind hervor. Die Ehe wurde später geschieden. Paulette Dubost starb im September 2011 im Alter von 100 Jahren.

## Filmografie (Auswahl)
- 1926: Nana (Tanzauftritt)
- 1933: Hélène (L'ordonnance)
- 1937: Die Lüge der Nina Petrowna (Le mensonge de Nina Petrovna)
- 1938: Hotel du Nord (Hôtel du Nord)
- 1939: Die Spielregel (La règle du jeu)
- 1946: Zum kleinen Glück (Au petit bonheur)
- 1950: Der unfreiwillige Fallschirmjäger (Uniformes et grandes manœuvres)
- 1951: Die Vier im Jeep
- 1952: Pläsier (Le plaisir)
- 1952: Ein Fest für Henriette (La fête à Henriette)
- 1954: Das Kalb mit 5 Füßen (Le mouton à cinq pattes)
- 1955: Das Tagebuch des Mister Thompson (Les carnets du Major Thompson)
- 1955: Lola Montez (Lola Montès)
- 1957: Die Angst vor der Gewalt (Der 10. Mai)
- 1958: Kommissar Maigret stellt eine Falle (Maigret tend un piège)
- 1958: Mädchen in Uniform
- 1958: Die Abenteuer des kleinen Rémi (Sans famille)
- 1958: Verrückter Urlaub (Taxi, Roulotte et Corrida)
- 1959: Ein Engel auf Erden
- 1959: Das Frühstück im Grünen (Le déjeuner sur l'herbe)
- 1959: Ritter der Nacht (Le bossu)
- 1960: Zärtliche, wilde Elisabeth (Tendre et violente Elisabeth)
- 1960: Die Französin und die Liebe (La française et l'amour)
- 1961: Brennende Haut (La récréatio)
- 1962: Die sieben Hauptsünden (Les sept péchés capitaux)
- 1962: Der Graf mit der eisernen Faust (Les mystères de Paris)
- 1963: Heißes Pflaster (Peau de banane)
- 1963: Kommissar Maigret sieht rot! (Maigret voit rouge)
- 1963: Der Mörder (Le meurtrier)
- 1964: Treibgut (La dérive)
- 1964: Schräger Charme und tolle Chancen (La chance et l’amour)
- 1964: Flegelalter (L'âge ingrat)
- 1965: Viva Maria! (Viva Maria!)
- 1967: Allô Police (Fernsehserie, 1 Folge)
- 1974: Der große Blonde mit dem blauen Auge (Juliette et Juliette)
- 1978: Die Barrikade von Point du Jour (La barricade du Point du Jour)
- 1978: Ein verrücktes Huhn (Tendre poule)
- 1978: Nimm’s leicht, Mama (Vas-y maman)
- 1980: Wer hat den Schenkel von Jupiter geklaut? (On a volé la cuisse de Jupiter)
- 1980: Die letzte Metro (Le dernier métro)
- 1981: Caroline tanzt aus der Reihe (Le boulanger de Suresnes)
- 1981: Doch das Leben geht weiter (La vie continue)
- 1986: 100 Francs für die Liebe (Cent francs l’amour)
- 1988: Die Komödie der Arbeit (La comédie du travail)
- 1990: Eine Komödie im Mai (Milou en mai)
- 1998: Nanou oder Gaëlle (Nanou ou Gaëlle)
- 1999: Augustin, Kung-Fu-König (Augustin, roi du Kung-fu)
- 2000: Die armen Leute und der liebe Gott (Les savates du bon Dieu)
- 2007: Curriculum (Kurzfilm)